# Clovia eximia
Clovia eximia är en insektsart som beskrevs av Kirby 1900. Clovia eximia ingår i släktet Clovia och familjen spottstritar. Inga underarter finns listade i Catalogue of Life.